# Карл Дојч
Карл Волфганг Дојч (21. јул 1912. - 1. новембар 1992) је социјални и политички научник из Прага. Његова дела се фокусирају на студије рата и мира, националнизма, сарадње и комуникације. Такође, познат је по својим ставом о увођењу квантитативних метода, формалне анализе система и концептуалног модела у политичким и социјалним наукама. Сматра се једним од најпознатијих научника политичких и социјалних наука у 20. веку.
Рођен је у јеврејској породици којој је матерњи језик био у немачки 21. јуна 1912. године у Прагу, док је још Чешка била у оквиру Аустроугарске. Након Првог светског рата, постао је грађанин Чехословачке. Његова мајка Марија Леполдина Шарф Дојч (Maria Leopoldina Scharf Deutsch) је била социјални демократ и прва жена изабрана у чехословачком парламетну 1918. године. Касније је постала позната по отпору нацистима. Његов отац Мартин Мориц Дојч (Martin Morritz Deutsch) је био власник оптичарске радње на Вацлавском тргу такође је био активан у Социјалнодемократској радничкој партији Чехословачке. Његов стриц Џулијус Дојч је био важан политички вођа у Социјално-демократској партији Аустрије.
Карл је студирао право на Немачком универзитету у Прагу, где је дипломирао 1934. Није нааставио даље студије због свог антинацистичког става који је био примеће од стране нацистичких студената. Дојч је оженио своју жену Рут Шулц (Ruth Slonitz)1936. године и након што је провео две године у Енглеској вратио се у Праг, јер због свог става према Нацистима није могао да настави студије на универзитету у Прагу. Уместо тога је студије наставио на Карловом универзитету где је дилпомирао право, као и докторске студије из политичких наука 1938. Исте те године, након потписивања Минхенског споразума због кога су нацистичке трупе могле да умарширају у Чехословачку, он и његова жена се нису вратили са пута у САД. Дојч је добио стипендију 1939. године да започне напредне студије на Харвардском универзитету где је добио други докторат из политичких наука 1951. године.

## Изабране публикације
- . Deutsch, Karl W. (јун 1963). The Nerves of Government. Free Press. ISBN 978-0-02-907280-6.
- The Analysis of International Relations. Deutsch, Karl Wolfgang (1978). The Analysis of International Relations. Prentice-Hall. ISBN 978-0-13-033225-7.
- Nationalism and its Alternatives. ISBN 978-0-394-43763-7..
- . Deutsch, Karl Wolfgang (1974). Politics and Government: How People Decide Their Fate. Houghton Mifflin. ISBN 978-0-395-17840-9.
- . Deutsch, Karl Wolfgang (1979). Tides Among Nations. Free Press. ISBN 978-0-02-907300-1.